# Jonte Volkmann
Jonte Volkmann (* 19. Dezember 1990 in Minden) ist ein deutscher Schauspieler und Sprecher.

## Biografie
Volkmann wuchs in Minden auf. Seit seinem 15. Lebensjahr war er Mitglied des Ensembles der Freilichtbühne Porta Westfalica. Dort stand er in zahlreichen Produktionen (z. B. als Jack Merridew in Herr der Fliegen oder Abraxas in Die kleine Hexe) auf verschiedenen Bühnen in und um Minden. Mit 17 Jahren gründete er zusammen mit Freunden eine freie Schauspielgruppe, mit der er in drei Jahren sechs Stücke spielte (u. a. Die Physiker als Newton, oder Don Carlos als Herzog von Alba). Seit 2010 ist er Mitglied der Improvisationstheatergruppe Spek Spek aus Kleinenbremen.
In dem Solotheaterstück „Mein Hamlet“ sowie einer „Peer Gynt“-Adaption (Regie jeweils Simon Niemann) stand Volkmann in Vlotho auf der Bühne.
Volkmann absolvierte seine Schauspielausbildung unter der Leitung von Herbert Olschok an der Theaterakademie Vorpommern. Bereits seit dem ersten Studienjahr konnte er Erfahrungen auf den Bühnen der Vorpommerschen Landesbühne sammeln. So spielte er auf der Freilichtbühne der Hafenfestspiele Usedom „Michael Kuppisch“ in Brussigs „Sonnenallee“, im Kindertheater den „Igelmann“ in Ensikats „Hase und Igel“ oder „Frankaxel“ in Zellers „Triumph der Provinz“.
In der Spielzeit 2016/17 wirkte er als Ensemblemitglied der Vorpommerschen Landesbühne unter anderem als Dr. Fritz Hagendorn in Kästners „Drei Männer im Schnee“ und als „August“ in Bauersimas „norway.today“ mit.
Von der Spielzeit 2017/18 bis zu Spielzeit 2020/21 gehört Jonte Volkmann fest zum Schauspielensemble des Nordharzer Städtebundtheaters, seitdem arbeitet er dort weiterhin als Gast in verschiedenen Rollen.
Volkmann ist ebenso als Sprecher in verschiedensten Projekten (u. a. beim Hörbuchverlag Fliegenglas) tätig.

## Theater (Auswahl)
Vorpommersche Landesbühne:
- 2014 – Hase und Igel (Peter Ensikat) – Regie: Wolfgang Bordel – Igelmann
- 2015 – Sonnenallee (Thomas Brussig) – Regie: Birgit Lenz – Michael Kuppisch
- 2016 – Triumph der Provinz (Felicia Zeller) – Regie: Herbert Olschok – Frankaxel
- 2016 – Linie 1 (Volker Ludwig) – Regie: Birgit Lenz – Junge im Mantel, Junge mit Walkman, Zielinski, Skinhead
- 2016 – Rapunzel (Peter Dehler) – Regie: Ralph Hüttig – Vater, Schäfer, Prinz
- 2016 – Drei Männer im Schnee (Erich Kästner) – Regie: Jürgen Kern – Dr. Fritz Hagedorn[9]
- 2017 – norway.today (Igor Bauersima) – Regie: Oliver Trautwein – August[10][11]

Nordharzer Städtebundtheater:
- 2017 – Der Name der Rose (Claus Frankl) – Regie: Rosmarie Vogtenhuber – Benno von Uppsala[12]
- 2017 – Mensch Heinrich (Dr. phil. Birgit Kiupel, Wiebke Johannsen) – Regie: Sebastian Wirnitzer – Ungar, Eberhard, Schüler[13]
- 2017 – Nathan der Weise (Gotthold E. Lessing) – Regie: Manuel Schmitt – Tempelherr[14]
- 2017 – Kalif Storch (Rosmarie Vogtenhuber) – Regie: Rosmarie Vogtenhuber – Kalif Chassid[15]
- 2017 – Pension Schöller (Wilhelm Jacoby und Carl Laufs) – Regie: Robert Klatt – Alfred Klapproth[16]
- 2018 – Clyde und Bonnie (Holger Schober) – Regie: Janek Liebetruth – Clyde[17]
- 2018 – Der Räuber Hotzenplotz (Otfried Preußler) – Regie: Sebastian Wirnitzer – Petrosilius Zwackelmann, Wachtmeister Dimpfelmoser[18]
- 2018 – Der Geizige (Moliere) – Regie: Thomas Wingrich – Valere, Simon[19]
- 2018 – Mutter Courage und ihre Kinder (Bertolt Brecht) – Regie: Philip Jenkins – Schweizerkas, Schreiber, junger Mann, Soldat, Stimme[20]
- 2018 – Das kalte Herz (Rebekka Kricheldorf) – Regie: Esther Undisz – Glasmann, Tanzbodenkönig, Amtmann[21]
- 2019 – Familie Braun (Manuel Meimberg) – Regie: Sebastian Wirnitzer – Kai[22]
- 2019 – Pippi Langstrumpf (Astrid Lindgren) – Regie: Rosmarie Vogtenhuber – Thomas[23]
- 2019 – Döner zweier Herren (John von Düffel) – Regie: Arnim Beutel – Thomas Müller[24]
- 2019 – Hamlet (William Shakespeare) – Regie: Janek Liebetruth – Ophelio[25]
- 2020 – Unser Lehrer ist ein Troll (Dennis Kelly) – Regie: Swentja Krumscheidt – Sean[26]
- 2020 – Maria Stuart (Friedrich Schiller) – Regie: Arnim Beutel – Mortimer, Davidson[27]

## Sprecher (Auswahl)
- Der kleine Prinz (Antoine de Saint-Exupery) – Hörbuch – Hörbuchverlag Fliegenglas
- Jugend ohne Gott (Ödön von Horváth) – Hörbuch – Hörbuchverlag Fliegenglas
- Aus dem Leben eines Taugenichts (Joseph von Eichendorff) – Hörbuch – Hörbuchverlag Fliegenglas
- Kratylos (Platon) – Hörbuch – Hörbuchverlag Fliegenglas
- Projekt „sprechende Bilder“ – Briefzitate – Gleimhaus[28]